# Archidiecezja Pouso Alegre

Regional CNBB Leste 2.

Archidiecezja Pouso Alegre.

Archidiecezja Pouso Alegre (łac. Archidioecesis Pouso Alegre) – archidiecezja Kościoła rzymskokatolickiego w Brazylii. Należy do metropolii Pouso Alegre wchodzi w skład regionu kościelnego Leste II. Została erygowana przez papieża Leona XIII bullą Regio latissime patens w dniu 4 sierpnia 1900.
14 kwietnia 1962 papież Jan XXIII utworzył metropolię Pouso Alegre podnosząc diecezję do rangi archidiecezji.